# Rollwitz
Rollwitz település Németországban, Mecklenburg-Elő-Pomeránia tartományban. Lakosainak száma 886 fő (2023. december 31.).

## Népesség
A település népességének változása:
| Lakosok száma | 911  | 903  | 913  | 887  | 886  |
|               | 2017 | 2019 | 2021 | 2022 | 2023 |